# Osterwaldsandstein

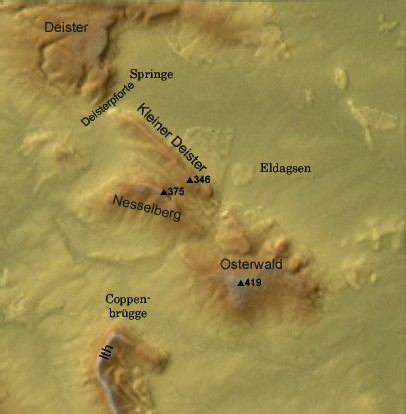
Lage des Osterwaldes

Der Osterwaldstein zählt zu den Wealdensandsteinen und kommt in einem geschlossenen Sandsteinvorkommen im Osterwald bei Hameln in Niedersachsen vor. Es handelt sich um einen Sandstein der Unteren Kreide. Im Jahre 2008 war kein Steinbruch mehr im Betrieb.

## Gesteinsbeschreibung
Es ist ein überwiegend kieseliger, feinkörniger Sandstein mit Schiefertoneinlagen. Seine Farbe ist weißgrau bis grau und hellgeblich. Der Osterwaldsandstein kann durchaus rötlich bis gelblich geflammte Texturen zeigen. Seine Korngröße liegt zwischen 0,062 und 0,625 Millimeter. Er ist sehr selten grob- bis mittelkörnig, seine Kornform ist eckig und sein Porenvolumen ist nicht unerheblich. Die Porenräume sind kaolinig-tonig-serizitisch gefüllt. Das Vorkommen schwankt hinsichtlich des Bindemittelanteils durchaus. Die Gesteinsschichten sind 12 bis 15 Meter mächtig.

## Verwendung
Der Osterwaldsandstein fand Verwendung als Mauerstein, Treppenstufen, als Bord- und Randstein und Pflaster. Aus bestimmten kieseligen Lagen fand er als Mühl- und Schleifstein Anwendung. Lockere sandige und helle ungebundene Massen wurden zur Glasherstellung verwendet. Die Werksteine wurden vor allem im Nordwestdeutschen Raum verbaut und im Raum Hannover findet man zahlreiche Bauwerke aus diesem Sandstein.

## Entwicklung der Steinbrüche
Der Höhepunkt der Verwendung lag in der Gründerzeit und bereits 1914 erfolgte ein Rückgang der Nachfrage für die Betriebe mit 800 bis 1000 Steinhauern und Steinmetzen. 1938 waren lediglich drei Betriebe mit der Gewinnung und Verarbeitung von Osterwaldsandstein befasst. Nach 1945 wurden einzelne Betriebe wieder eröffnet, die nach und nach ihre Arbeit einstellten, heute wird in keinem Steinbruch mehr Osterwaldsandstein gebrochen.